# مسعود حق‌جو
مسعود حق‌ جو (زاده۹ تیر ۱۳۶۵ - نور) یک بازیکن فوتبال اهل ایران است کاپیتان و برای باشگاه فوتبال بادران در لیگ یک بازی می‌کند.

## سوابق باشگاهی
وی اهل شهر نور مازندران و فوتبال خود را از تیم 
شموشک نوشهر
صنعت ساری

صبای قم
اغاز کرده وی قدرت سر زنی بالایی دارد و به خوبی از پای راست خود بهره می‌برد.